# أولاد عبو (شويحية)
أولاد عبو هي إحدى مشيخات المملكة المغربية، تتبع جغرافيا لإقليم بركان وإداريًا لشويحية. يقدر عدد سكانها بـ 35724 نسمة حسب الإحصاء الرسمي للسكان والسكنى لسنة 2004.